# Colonels Mountain
Colonels Mountain is een berg in Northumberland County in de Canadese provincie New Brunswick. Hij ligt naast de Big Bald Mountain aan de bovenloop van de Northwest Miramichi en de Sevogle. De berg heeft een hoogte van 600 meter boven zeeniveau en maakt deel uit van de Appalachen.
De top van de berg is verweerd tot een reeks paddenstoelvormige granieten torens. Omdat het verweringsproces dat de torens vormt normaal gesproken erg traag is, zijn deze elementen geïnterpreteerd als een aanwijzing dat een deel van het noorden van New Brunswick ontsnapt is aan de laatste ijstijd. Er is echter gesuggereerd dat de berg nabij het centrum van het koude ijs lag; deze erosieresten zijn dus ontsnapt aan de schurende werking van de gletsjers.

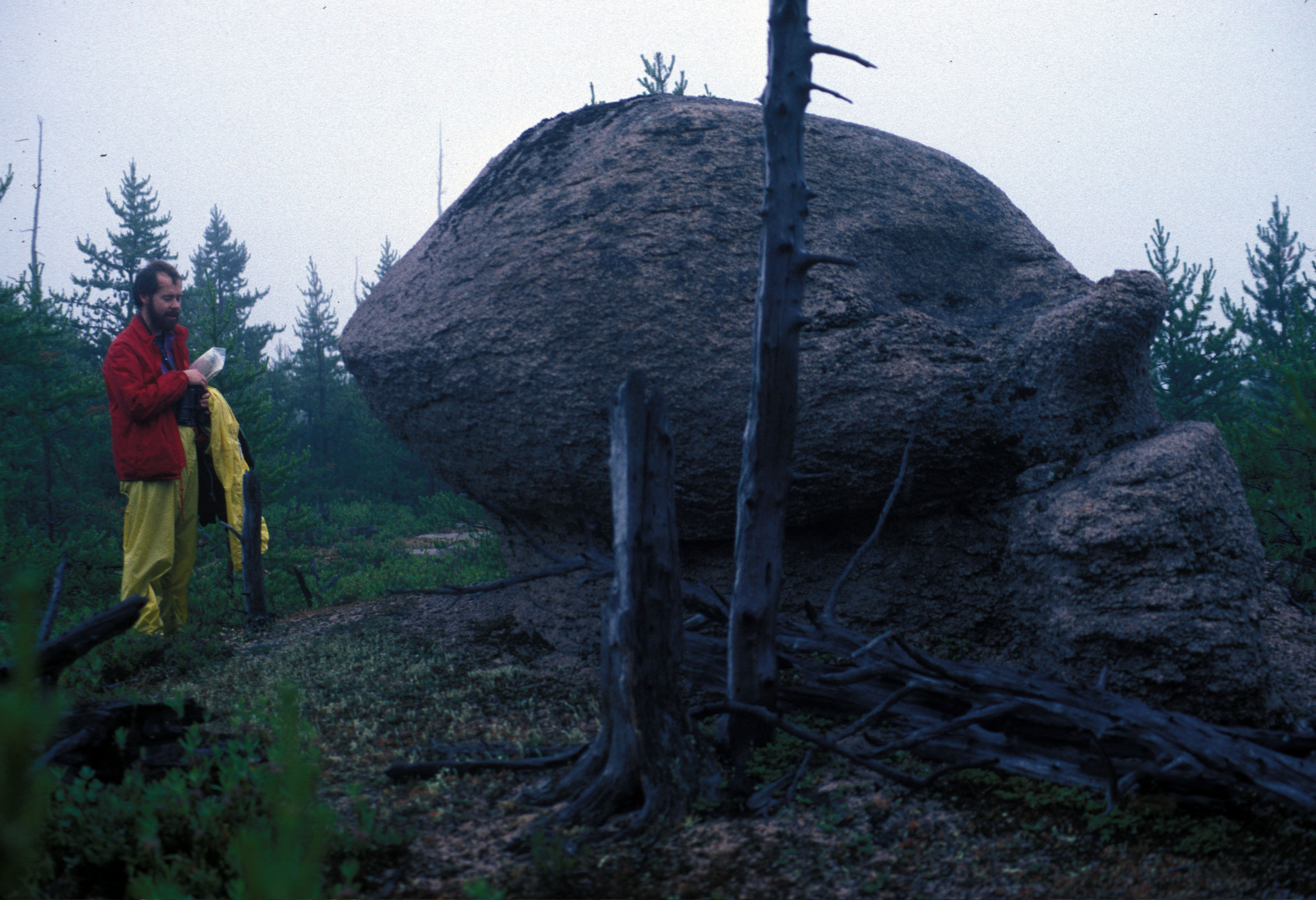